# 国際興業バス西浦和営業所
国際興業バス西浦和営業所（こくさいこうぎょうバス にしうらわえいぎょうしょ）は、埼玉県さいたま市桜区桜田2-1-5に位置する国際興業バスの営業所である。
さいたま市（浦和区・桜区（旧：浦和市）・中央区（旧：与野市）・南区・緑区）・志木市・朝霞市・新座市のJR京浜東北線・東武東上線に挟まれた広いエリアに路線を持つ。かつては和光市・富士見市・ふじみ野市および東京都板橋区にも乗り入れていた。
首都高速埼玉大宮線直下の新大宮バイパス沿いに位置するため、バス通用口は全10営業所内で唯一、左折出場・左折入場である。また、観光さいたま営業所を併設している。
2007年3月18日のPASMOサービス開始時から、交通系ICカード（PASMO・Suica）が練馬営業所と共に導入された営業所である。

## 沿革
1993年3月16日に、川越営業所志木分車庫・観光川口営業所の両方の機能を移転することによって開設された。ここでは、前身の志木分車庫および志木周辺における車庫開設前の路線状況を含めて記述する。

### 志木分車庫の開設
東武東上線志木駅周辺の路線の歴史は、鳩ヶ谷営業所が浦和 - 志木線（現：志01）を開設したことに始まる。この路線が志木地区乗り入れ路線の第一号で、終戦を経てから西武自動車との共同運行路線として浦和 - 志木 - 所沢線が新設された。これは前述の浦和 - 志木線の延伸に当たる。
志木地区の路線網拡大はそれで終わらず、大宮 - 志木線、浦和 - 朝霞 - 志木線、池袋 - 志木線などが次々に新設されたが、当時は志木周辺の市街化が進んでおらず、加えて西武・東武との競合区間も多かったことで本数は少なかった。それによって路線を担当する営業所も練馬・浦和・大宮・巣鴨・川越など、複数の営業所が分担して担当していた。
1960年代に入ると、志木周辺では中野下住宅を初めとする住宅・団地が相次いで造成され、これに伴って路線バスの運行密度も住民の貴重な足として徐々に高まっていった。こうしたことから、1965年12月16日に北足立郡足立町大字志木（当時。現在の志木市幸町）に川越営業所傘下の志木分車庫が新設され、車両は26台が在籍、志木周辺路線の多くを同車庫が担当するようになった。

### 西浦和営業所の開設
志木分車庫の所管地域は1980年代に入ると、東武東上線と営団（当時）有楽町線の相互直通運転が開始したり、1985年10月1日には国鉄（当時）埼京線が開業するなど交通の便が一気に改善し、東京のベッドタウンとして宅地化が進んだ。
これと同時に、志木分車庫管轄エリアは運行強化が必要とされたが、以下の問題点が原因となって困難を極めた。
1. 志木分車庫の所在地（志木市幸町）が運行エリアから離れていたため、車庫近隣を通る自社路線が存在しなかった。
2. 県道から路地を入った狭隘な住宅街の中に所在していたために、近隣住民から騒音等に関する苦情があった。
3. 所管路線の増大及び既存系統での増発に対して車庫面積が手狭であったことから賄いきれず用地不足に陥ってしまい、さらに上記の立地条件から増車・敷地の拡張が不可能で運行強化が困難だった。

これを背景に国際興業では、志木を含む埼玉県南部の荒川流域における路線の運行を強化することとなった。
そして1993年3月16日、浦和市（当時）桜田に志木分車庫・観光川口営業所（川口市西青木・乗合川口営業所とは別所）の機能を移転し、両所を統廃合する形で「国際興業バス西浦和営業所」を開設した。
これにより、志木分車庫への出入庫系統であった志木駅 - 市場坂上線（初代志80）等の廃止、志木駅・浦和駅の両方向への出入庫系統の新設、長距離路線の浦和駅 - 朝霞 - 志木駅線（志02）が、営業所近くの「新開入口」まで短縮されるなどの再編が実施された。その後も出入庫系統を中心にいくつかの系統で起終点の変更等があったものの、開設からしばらくの間は、乗合バスの営業範囲は志木分車庫時代とほぼ同じであった。
その後、1998年11月16日に練馬営業所担当であった練馬車庫・成増駅入口 - 朝霞台駅線（練96、旧・増15）が廃止され、代替として当営業所が朝霞台駅 - 湯〜ぐうじょう（現：内間木）線などを開設した。
次いで、2000年10月16日に浦和・大宮両営業所が廃止され、さいたま市東部に移転・統合してさいたま東営業所となったことにより、両営業所から|JR京浜東北線以西の路線を多数移管させた。これにより、路線網は西堀・大久保・白鍬・さいたま新都心など、現在のさいたま市桜区・中央区のほぼ全域にまで手を広げた。また同時に、貸切バス事業は戸田営業所へ移管した。
さらに、2003年に朝霞駅南口広場が整備されたことにより、同駅を起点とする再編が実施され、朝霞市を通る路線のうち、練馬営業所担当で残っていた2路線が短縮・移管され、朝霞市を通る路線は全て当営業所の担当となった。
以上のように周辺営業所からの路線移管が続き、西浦和営業所は現在の規模となった。なお、志木分車庫の管轄営業所であった川越営業所は、西浦和営業所の開設と同時に同所の分車庫に格下げとなったのち、1995年1月16日に廃止となっている。これについては後に記す。

## 現行路線

### 浦和駅 - 中浦和駅 - 桜区役所線

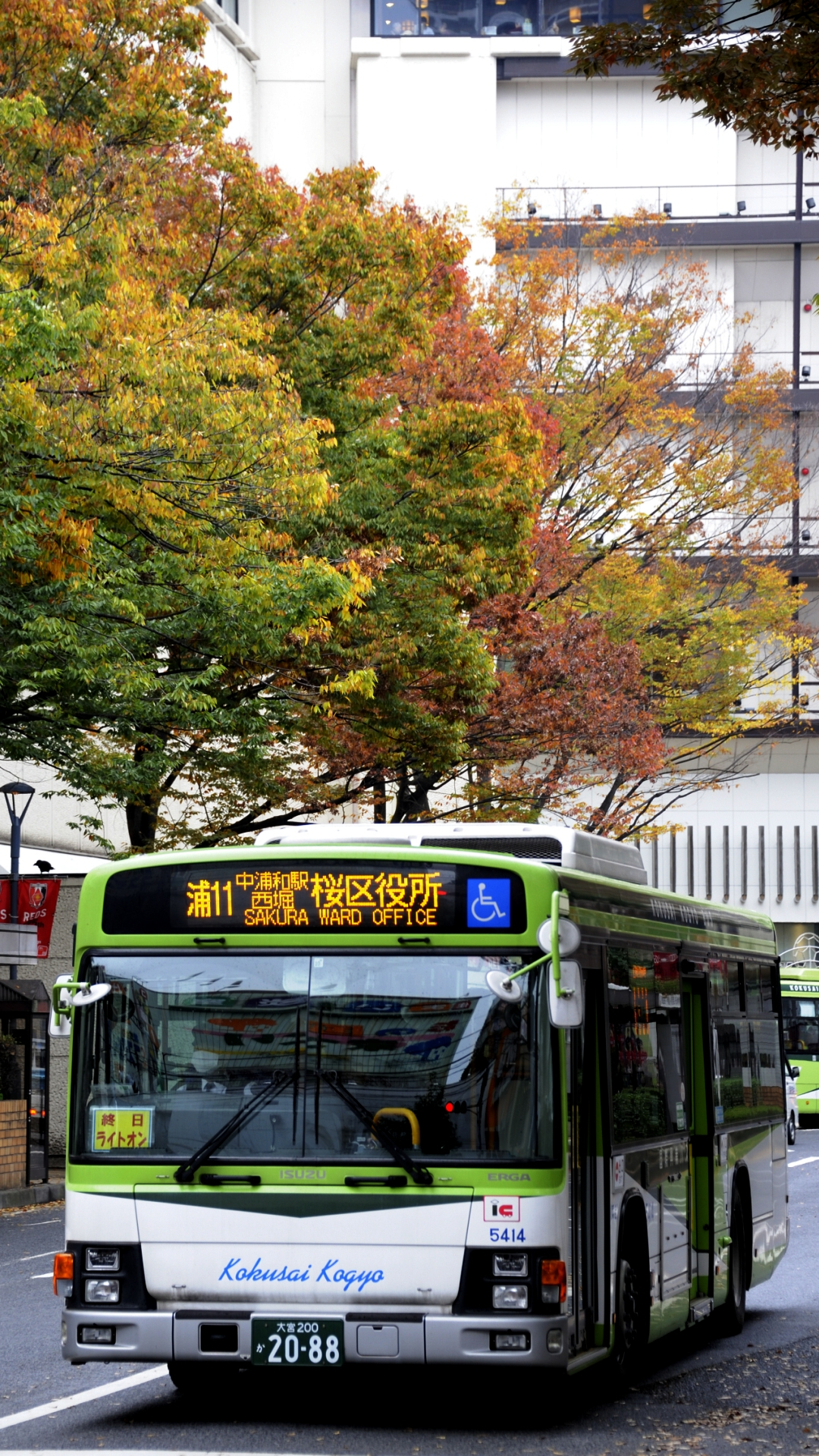
紅葉が始まった浦和駅西口を発車する桜区役所行き (5414)

- 浦11：浦和駅西口 - 県庁前 - 別所沼公園 - 中浦和駅 - 田島 - 西堀 - 浦和工業高校 - 南元宿 - 道場 - 桜区役所
- 浦11-2：浦和駅西口 - 県庁前 - 別所沼公園 - 中浦和駅 - 田島 - 西浦和車庫

浦和駅西口発着路線において桜区役所方面への路線は西浦和営業所の主力路線として位置づけられ、1965年3月1日の「浦和駅 - 西堀 - 北浦和駅線」（初代）を起源とすることから長い歴史をもつ。2003年11月16日の大規模再編によって一度は上記の経路（桜区役所発着）へ変更されたが、町谷交差点の交通渋滞によって定時性が低下したことから、2004年12月10日より「浦和駅 - 市役所前 - 西堀 - 中浦和駅 - 県庁前 - 浦和駅」（西堀循環）へ経路変更が実施された。始発から午前10時台までが市役所先回り、それ以降は中浦和駅先回りとして設定され、出入庫として枝番が新設された。2000年台までは同一経路で長らく運行が続けられていたが、2003年11月に行われた大規模再編以降は、浦11に限らず様々な路線に手が加えられ、利便性の向上および不採算路線の整理が進められていくこととなった。2011年11月1日より西堀循環は再び桜区役所発着路線（2003年11月に設定された現行と同様の経路）に経路が戻され、循環路線の出入庫は廃止された。
浦11-2は、1993年3月の西浦和営業所開設時に、志01（志木駅 - 浦和駅）の出庫用路線として南元宿始発の片道運行として新設された。2000年10月の浦和営業所閉鎖時に移管された浦11と異なり、元から西浦和の路線である。1997年4月16日に旧・浦12と統合されて西浦和車庫発着の往復運行となって現在に至る。浦11が浦和の所管だった際は、当初から西浦和の所管だった浦11-2とは系統番号が同じながら別々でダイヤを組んだため、上記の2路線が同区間を同時刻で運行する姿が頻繁に見られた。2011年11月に浦11が現行の経路になった際に、浦11-2の大半が浦11に振り替えられ、特に西浦和車庫発の出庫便は大幅に本数が減らされた。

### 浦和駅 - 大戸 - 桜区役所 - 大久保浄水場線
- 浦12：浦和駅西口 - 市民会館入口 - 常盤四丁目 - 水道局前 - 南元宿 - 道場 - 桜区役所
- 浦12-2：浦和駅西口 - 市民会館入口 - 市役所前 - 水道局前 - 南元宿 - 道場 - 桜区役所
- 浦13：浦和駅西口 - 市民会館入口 - 常盤四丁目 - 水道局前 - 南元宿 - 道場 - 埼大裏 - 下大久保 - 浦和北高校 - やつしまニュータウン - 大久保浄水場
- 浦13-2：浦和駅西口 → 市民会館入口 → 常盤四丁目 → 水道局前 → 南元宿 → 道場 → 下大久保（深夜バス）
- 浦桜13-3：浦和駅西口 - 市民会館入口 - 市役所前 - 水道局前 - 南元宿 - 道場 - 桜区役所 - 下大久保 - 浦和北高校 - やつしまニュータウン - 大久保浄水場

浦和駅から主に六間道路を走り、桜区西部の大久保に向かう。桜区中北部と浦和の中心街を結ぶ唯一の公共交通機関で、朝夕時間帯運行の「常盤四丁目経由」（浦12・浦13・浦13-2）と、日中時間帯運行の「市役所前経由」（浦12-2・浦桜13-3）が存在する。さらに大久保浄水場発着のうち「浦桜」と付く系統（現在は浦桜13-3のみ）は桜区役所にも立ち寄る。東京周辺で広く使われているターミナル記号＋数字による系統番号の中で、このように経由地を示す記号を付け加えるケースは珍しい。日中時間帯は等間隔でパターン化されており、桜区役所折返し（浦12-2）と大久保浄水場行き（浦桜13-3）が交互に運行される。
桜区の中北部は、1955年以前は土合・大久保という2つの村が残っていたところで、この線は昭和20年代末にその土合村への足として開通したものである。昭和30年代に入ると大久保方面に延長されたが、当時の浦和市勢要覧には「千貫樋（せんがんぴ）」という終点が図示されている。1965年頃には「大久保農協」を終点としていたようで、現在の大久保支所付近と思われる。現在はさらに先の大久保浄水場まで延長されているが、終点付近は農村の面影を色濃く残している。
2010年2月8日より市役所前経由の浦12-2が新設され、平日日中は全便が市役所前経由での運行になった。2011年3月16日より平日夕以降及び土休日日中の浦和駅 - 桜区役所間の増回、浦13-2（深夜バス）の新設などが行われた。なお、2011年11月に浦11が経路変更されたことにより、再び輸送力の調整が行われた。2014年3月16日より土休日日中時間帯の浦12を浦12-2に振り替え、さらに浦桜13を廃止し浦桜13-3に振り替えたことで、土休日も含め日中の全便が市役所前経由での運行になった。

### 浦和駅 - 西堀氷川トンネル - 桜区役所線
- 浦15：浦和駅西口 - 市民会館入口 - 西堀高沼公園 - 西堀氷川トンネル - 浦和市場入口 - 町谷四丁目 - 桜区役所

2018年1月の町谷本太線開通、2019年3月の大谷場高木線開通によって浦和区仲町交差点から桜区役所までが一直線で結ばれたことに伴い、2021年7月1日より運行を開始。浦和駅から仲町三丁目まで浦桜13-3と並走し、そこから十石田までは独自ルートを走行する。なお西堀高沼公園は、さいたま市による正式な読み（西堀たかぬま公園）を採用している（詳細は西堀高沼公園・鴻沼を参照）。

### 浦和駅 - 総合グランド - 北浦和駅線
- 浦51：浦和駅西口 - 浦和駅東口（東口通り） - 太田窪 - 原山 - 駒場運動公園入口 - 前耕地 - 総合グランド - 北浦和駅東口
- 浦51-3：浦和駅西口 - 浦和駅東口（東口通り） - 太田窪 - 原山 - 駒場運動公園入口 - 前耕地 - 総合グランド - 北浦和ターミナルビル

2011年9月1日にさいたま東営業所から移管。西浦和で唯一JR京浜東北線の東口側を走行する路線で、浦和駅から太田窪・駒場運動公園を経由して北浦和駅へ向かう。全日とも10 - 15時台までは全便が北浦和ターミナルビル発着となっている。なお移管時に、さいたま東の出入庫であった浦51-2・北浦90は廃止された。2016年1月16日より浦和駅西口まで延伸し、東口ロータリーには乗り入れなくなった。

### さいたま新都心駅 - 白鍬電建住宅 - 北浦和駅線
- 新都01：さいたま新都心駅西口 - 北与野駅 - イオンモール与野 - 八王子 - 白鍬電建住宅 - 神田 - 陣屋 - 鈴谷 - 二度栗山 - 北浦和駅西口
- 新都01-2 : さいたま新都心駅西口 → 北与野駅 → イオンモール与野 → 八王子 → 白鍬電建住宅 → 陣屋
- 新都01-3：神田 → 白鍬電建住宅 → 八王子 → イオンモール与野 → 北与野駅 → さいたま新都心駅西口
- 新都02：さいたま新都心駅西口 - 北与野駅 - イオンモール与野 - 八王子 - 白鍬電建住宅
- 北浦04：北浦和駅西口 - 二度栗山 - 鈴谷 - 陣屋 - 神田 - 白鍬電建住宅
- 北浦81：北浦和駅西口 - 二度栗山 - 新中里三丁目

さいたま新都心駅から白鍬電建住宅を経由して北浦和駅へ向かう路線で、2000年4月1日にさいたま新都心駅が開業するのと同時に、新都01（初代）および新都01-2が新設された。
白鍬地区からJR埼京線・京浜東北線をどちらも利用できる路線で、当初は与野本町駅までの運行であったが、2003年11月16日の改編によって与本01・北浦05の代替で北浦和駅発着へ変更された。
白鍬電建住宅および新中里三丁目はバスの待機場となっており、職員待機用のプレハブ建物が置かれている。新中里三丁目発着の北浦81は平日1日1便のみの運行で、その他の車両待機は回送で行っている。
2024年10月のダイヤ改正より、減便と共に日中帯は新都01が30分間隔で運行されるパターンダイヤとなった。

### 与野本町駅 - 白鍬循環線
- 与本04：与野本町駅 - 彩の国さいたま芸術劇場 - 陣屋 - 神田 - 白鍬電建住宅
- 与本05：与野本町駅 → 八王子 → 白鍬電建住宅 → 神田 → 陣屋 → 彩の国さいたま芸術劇場 → 与野本町駅（白鍬循環・八王子先回り、始発 - 14時台まで）
- 与本05：与野本町駅 → 彩の国さいたま芸術劇場 → 陣屋 → 神田 → 白鍬電建住宅 → 八王子 → 与野本町駅（白鍬循環・陣屋先回り、15時台 - 終車まで）

白鍬電建住宅へは、日中を北浦05（北浦和駅 - 白鍬電建住宅 - 与野駅西口）、朝夕は電建住宅折返しの与02・北浦04が運行する単純な形態であったが、1985年10月1日の国鉄（当時）埼京線開通後は開設された与野本町駅への立ち寄りが始まり、1998年11月16日の改編で与本01（与野本町駅 - 白鍬電建住宅 - 北浦和駅）新設による与野駅乗入れ便削減と共に、白鍬・神田地区から陣屋経由で与野本町へ向かう与本02（2003年11月16日改正より与本04）が追加された。また、2000年4月1日のさいたま新都心駅開業によって新都01（初代）と新都02を新設、これにより北浦和 - 陣屋 - 白鍬電建住宅 - 与野本町線と与野本町 - 陣屋 - 白鍬電建住宅 - さいたま新都心線の2系列が並存するようになったが、2003年11月16日の改正で新都01は北浦和駅発着となり、現在の与野本町駅発着は、白鍬循環（与本05）と、早朝・夜間運行の陣屋回り白鍬電建住宅発着（与本04）の2路線が運行されている。
2010年2月8日のダイヤ改正より、時間帯別の片回り運行になった。

### 北浦和駅 - 南与野駅 - 埼玉大学線
- 北浦03：北浦和駅西口 - 常盤十丁目 - 南与野駅北入口 - 鈴谷札の辻 - 山久保 - 埼玉大学（西武バス大宮営業所と共同運行）
- 南与01：南与野駅西口 - 鈴谷札の辻 - 山久保 - 埼玉大学（西武バス大宮営業所と共同運行、国際興業担当便は平日運行）
- 南与02：南与野駅西口 - 鈴谷札の辻 - 山久保 - 埼玉大学 - 下大久保（平日運行）

北浦和駅西口から国道463号（埼大通り）を直進し埼玉大学へ向かう路線。北浦03の本数自体も多いが、南与野駅（北入口／西口） - 埼玉大学間は志03-3や北朝02などの路線が並走する。
2007年11月21日より、北浦03の深夜バスと南与01が新設された。2012年4月1日、南与02が新設された。南与02は、新設当初は南与野駅方面のみの運行であったが、2015年4月1日より下大久保方面が新設された。深夜バスのうち、西武担当便は2020年10月より廃止となった。
北浦和駅は駅前ロータリー乗り場と北浦和公園前乗り場の2ヶ所、埼玉大学は大学構内の乗り場と埼大通り上の乗り場の2ヶ所があり、どちらからも乗車可能である。

### 北浦和駅 - 大戸 - 西堀 - 西浦和車庫線
- 北浦80：北浦和駅西口 - 六間道路 - 大戸 - 南元宿 - 浦和工業高校 - 西堀 - 田島 - 高畠 - 西浦和車庫

2000年10月16日のさいたま東開設時に新設された出入庫路線で、西浦和車庫発は直接南元宿に向かっていたが、2003年11月16日より営業所のすぐ北の流通センター交差点でUターンすることで、田島・西堀を両方向とも経由することになった。

### 志木駅 - 秋ヶ瀬橋 - 中浦和駅 - 浦和駅線
- 志01：志木駅東口 - 志木市役所 - いろは橋 - 宗岡小学校 - 秋ヶ瀬橋 - 新開入口 - 田島 - 中浦和駅 - 別所沼公園 - 県庁前 - 浦和駅西口
- 志01-2：志木駅東口 - 志木市役所 - いろは橋 - 宗岡小学校 - 秋ヶ瀬橋 - 新開入口 - 西浦和車庫
- 志01-3：新開入口 → 秋ヶ瀬橋 → 宗岡小学校 → いろは橋 → 志木市役所 → 志木駅東口（平日運行）
- 志80：志木駅東口 - 志木市役所 - いろは橋 - 宗岡小学校

前述の通り、鳩ヶ谷自動車（現：鳩ヶ谷営業所）によって開設された古い路線で、志木駅発着路線の最主力路線。開業当初から志木駅 - 浦和駅を結んでおり、東武東上線との連絡切符を発行して利用促進を図っていたとの記録が残っている。日中は20分間隔と多くないが、路線の中間部で秋ヶ瀬橋を渡る下宗岡三丁目 - 高畠間以外は、志05・浦11のような並行路線が補助的に走り、円滑な運行が確保されている。国鉄（当時）武蔵野線開業（1973年4月1日）も相まって徐々に運行回数が減回されたが、現在も主要路線として運行されている。
志01-2および志01-3は西浦和車庫からの入出庫時に運行される区間便である。志80は、宗岡小学校近傍にある待機場への出入り用として、2004年12月10日に新設された。2007年1月16日より、志01-3（新開入口 → 志木駅）が西浦和車庫始発に改められて志01-2に統合されたが、2011年3月16日より復活した。
2000年代に入ってから、志木在住の上田清司（当時：埼玉県知事）が2003年8月1日の初登庁時に志01を利用したり、2003年6月20日には秋ヶ瀬橋周辺の荒川で「タマちゃん」の愛称で親しまれたアゴヒゲアザラシが発見されて記念のバス共通カードが発行された。

### 志木駅 - 埼玉大学 - 南与野駅線

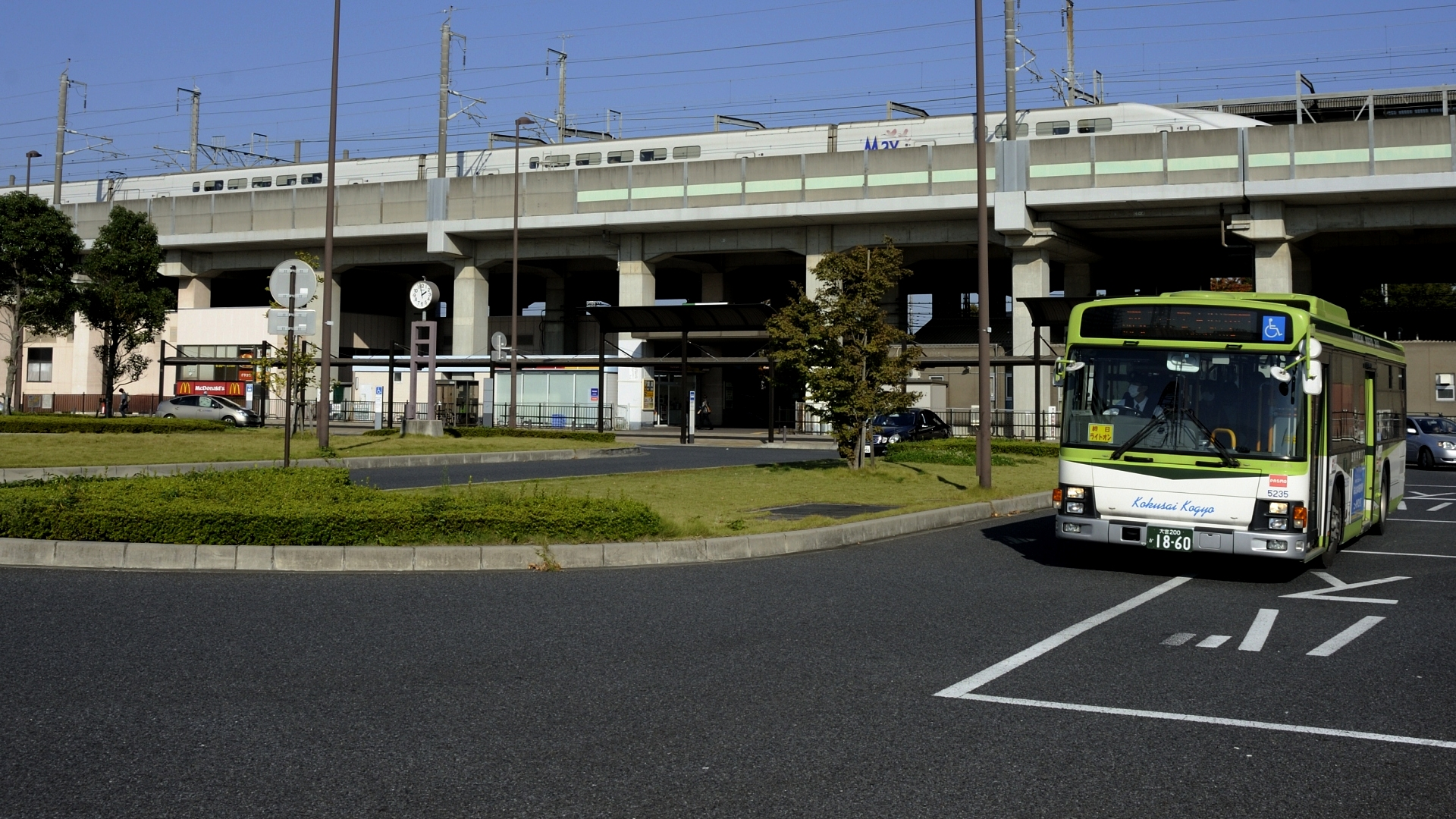
東京を目指す東北新幹線を背に南与野駅西口を発車する志03-3 (5235)

- 志03-3：志木駅東口 - 志木市役所 - いろは橋 - 宿 - 宗岡蓮田 - 下大久保 - 埼玉大学 - 山久保 - 鈴谷札の辻 - 南与野駅西口

原型は大11（志木駅 - 埼玉大学 - 大宮駅）であったが、与野駅（与01）・北浦和駅（北浦06）・与野本町駅（与本03）と、JR京浜東北線または埼京線側の発着駅の変更を経て、北浦05の廃止と与02の大減便（与野駅発の夜1便のみ）を受けて、与野駅 - 与野本町駅を補完するように与野駅まで再延伸（志03）された。このように幾度と経路変更、路線の新設・廃止を経て、現在は志木 - 南与野線（志03-3）と北朝霞 - 南与野線（北朝02）のみが残る。
2004年からは埼玉大学の登下校時間帯に運行する埼玉大学発着便（志03-2）を新設した。2007年11月21日に志03-3新設とともに志03の本数が減少、2009年4月1日の改正で志03は与野駅発1本のみの運行となり、志03-3が増回された。2010年2月8日の改正では志03-2が平日夕方の埼玉大学発1本となり、志03-3が全日にわたり増回された。2010年4月1日の改正で志03、2011年3月16日の改正で志03-2が廃止されたが、現在でも枝番は残されたままである。
北浦03と同様に、埼玉大学は大学構内の乗り場と埼大通り上の乗り場のどちらにも停車する。

### 志木駅 - 志木の杜線
- 志04-3：志木駅東口 - 志木市民会館 - 志木消防署 - 志木の杜

1972年に開業した志木駅〜中野下引返場線（志04）を原型とする。経路の変更や柳瀬川駅への延伸が行われてきたが、2024年4月1日改正より、志04および志04-2（市役所経由便）が車両運用の問題および運転手不足を理由に廃止となり、運行回数の調整として従来の区間便である志04-3（志木駅東口〜志木の杜）の運行を拡大した。系統番号の変更は行われず、枝番のみが残る系統となった。

### 志木駅 - 宗岡循環線
- 志05：志木駅東口 → 志木市役所 → いろは橋 → 宿 → 宗岡蓮田 → 五反田 → 中宗岡 → 宗岡小学校 → いろは橋 → 志木市役所 → 志木駅東口（宗岡循環・宿回り）
- 志05：志木駅東口 → 志木市役所 → いろは橋 → 宗岡小学校 → 中宗岡 → 五反田 → 宗岡蓮田 → 宿 → いろは橋 → 志木市役所 → 志木駅東口（宗岡循環・宗岡回り）
- 志05-2：志木駅東口 → 志木市役所 → いろは橋 → 宿 → 宗岡蓮田 → 五反田 → 中宗岡 → 下宗岡三丁目（深夜バス）
- 志05-3：志木駅東口 - 志木市役所 - いろは橋 - 宿 - 宗岡蓮田 - 五反田 - 中宗岡

志木駅から宗岡地区を循環する路線で、終日「宿回り」と「宗岡回り」の両方が運行される。宿回りはいろは橋出発後、宗岡回りは宗岡出発後に左折し、ラケット上の経路となる。志05-3は宿回りの区間便で主に出入庫であるが、一部に往復運用も存在する。

### 朝霞駅 - 志木駅・朝霞南口循環線
- 朝11：朝霞駅南口 - 朝霞市役所 - 桜ヶ丘 - 末無川 - 島の上 - 下の原 -（←志木駅入口）- 志木駅東口
- 朝13：朝霞駅南口 → 朝霞市役所 → 緑ヶ丘 → 末無川 → 桜ヶ丘 → 朝霞市役所 → 朝霞駅南口（朝霞南口循環・緑ヶ丘先回り、始発 - 13時台まで）
- 朝13：朝霞駅南口 → 朝霞市役所 → 桜ヶ丘 → 末無川 → 緑ヶ丘 → 朝霞市役所 → 朝霞駅南口（朝霞南口循環・末無川先回り、14時台 - 終車まで）

朝霞駅南口を走る路線は、かつては朝霞市内循環として西武によって運行され、1976年の再編時に国際興業へ移管された。その後朝霞駅南口ロータリーが完成するまでは、志木駅から朝霞駅を跨ぎ湯～ぐうじょう方面へ向かう路線が主流であったが、同ロータリー完成後の2003年11月16日の改正では同駅を起点とする再編が実施され、朝霞駅南口で分割されて現在の形になった。同時に所管も練馬から西浦和に移り、案内もコミュニティバスと紛らわしかった「朝霞市内循環」の名称を廃止し、「朝霞南口循環」に改められた。なお、2008年4月1日の朝霞駅東口（旧・北口）ロータリー完成後は同ロータリーへの乗入れを開始すると同時に南口 - 東口の営業を止めたため、朝51・51-2が廃止されている。
現在は国際興業の独自区間である桜ヶ丘 - 膝折坂下間の輸送に重点が置かれ、朝13は2010年2月8日の改正までは朝夕のみ運行だったが、この改正により末無川 - 朝霞駅南口は日中15分間隔となった。
朝11・朝12は不採算を理由に、2020年3月31日に埼玉県生活交通確保対策地域協議会に廃止届（2021年3月付）が提出された。しかしながら、当路線の運行区間は他のバス路線と離れており、交通空白地帯が多く発生することになるため、同年8月26日付で朝11に関しては廃止が撤回されることとなった。そして予定通り2021年3月16日の改正をもって朝12が廃止された。また、残存した朝11・朝13も日中時間帯以降減回となった。
現在の系統番号と元番号の対比
- 朝11（2003年11月16日新設）
- 志11 → 朝51（2003年11月16日変更、2008年4月1日廃止）
- 志02 → 朝51-2（2003年11月16日変更、2008年4月1日廃止）
- 志02-2（2003年11月16日廃止）

### 朝霞駅 - 内間木線
- 朝50：朝霞駅東口 - 宮台 - 花の木 - 上内間木三在 - 丸沼 - 内間木

前述の志木駅 - 朝霞駅 - 湯～ぐうじょう（志11→朝51）などが母体で、朝霞駅南口ロータリー完成によって、2003年11月16日から朝霞駅発着が新設された。当初は朝霞駅南口発着で運行されていたが、朝霞駅東口（旧・北口）のロータリーが完成したため、2008年4月1日より乗入れを開始すると同時に東口発着へ改められた。
なお、終点の内間木は、朝霞市の運営する公衆浴場「湯～ぐうじょう」がオープンした翌年の1998年8月に延長したもので（それまでは1つ手前の丸沼で折返していた）、停留所名も当初は「湯～ぐうじょう」であった。しかし、湯漏れや地盤沈下などの問題が発覚し、湯～ぐうじょうは2006年4月以降営業を休止した。その後10年近く、停留所名だけが「湯～ぐうじょう」のまま残っていたが、2015年10月1日に「内間木」へ改称した。同時に、2008年4月1日に「宮台」から改称した「積水化学」停留所も、積水化学の工場閉鎖に伴い再び旧名称へ戻した。
「内間木」バス停は朝霞市内循環バスの「内間木公園」バス停と同じ位置にあり、折返し場も共用している。

### 北朝霞駅 - 下宗岡循環線
- 北朝01：北朝霞駅 → 宮戸 → 下宗岡四丁目 → 下宗岡二丁目 → 宮戸 → 北朝霞駅（下宗岡循環）
- 北朝01-2：下宗岡四丁目 → 下宗岡二丁目 → 宮戸 → 北朝霞駅
- 北朝01-3：北朝霞駅 → 宮戸 → 下宗岡四丁目 → 下宗岡二丁目

（東武バスウエスト新座営業事務所と共同運行）
北朝霞駅側から宮戸・下宗岡地区を循環する路線で、平日ラッシュ時間帯を除き同一時間帯には国際興業・東武のどちらか1台のみで運行される。また、1年ごとに東武バスと運行便の入れ替えを実施している。

### 北朝霞駅 - 埼玉大学 - 南与野駅線
- 北朝02：北朝霞駅 -（直行）- 宮戸橋 - 中宗岡 - 宗岡蓮田 - 下大久保 - 埼玉大学 - 山久保 - 鈴谷札の辻 - 南与野駅西口

2010年12月1日新設。北朝霞駅 - 宗岡間は北朝01と並走するが、途中の浄水場入口・宮戸・宮戸郵便局・宝蔵寺の4停留所には停車せず、直通で運行する。また、北朝霞駅では東口ロータリー内の乗り場は使用せず、西口の道路上の停留所から発車する。

### 池袋駅 - 大宮駅線（ミッドナイトアロー浦和・大宮）
- 深夜急行：池袋駅西口 → 戸田中央通り → 大里 → 浦和駅 → 北浦和駅 → 北与野駅 → ソニックシティ前 → 大宮駅東口（平日運行）

1989年12月13日に新設された、国際興業のミッドナイトアローとしては最も古い路線で、国道17号（中山道）を北上し大宮駅へ向かう。2009年3月16日にソニックシティ前（大宮駅西口）停留所が新設された。

### 大宮地区 - 成田空港線（ONライナー）
浦和羽田線開業に伴い、2013年12月16日より戸田営業所から移管された。

### 大宮駅 - サマーランド線
- 大宮駅東口 - サマーランド（西東京バスと共同運行）

2019年8月9日 - 9月1日と7日・8日に運行された高速バス路線。大宮駅東口発の朝2便と、サマーランド発の午後2便の計2往復4便で、首都圏中央連絡自動車道（圏央道）を経由する。大宮駅東口の乗り場は、大02-4系統などの一般路線と一部の長距離高速路線バスが発着する9番乗り場から乗車、到着は高島屋前の停留所となる。座席指定制で、予約は乗車日前の1か月前からWILLER TRAVELが扱う形となるが、空席がある場合に限り当日の予約なしでも先着順での乗車になる。4列シートの42人乗り観光バス車両による運行。

## 廃止・移管路線
路線廃止後に名称変更が実施された停留所については旧称とする。

### 浦和駅発着系統
- 浦11（初代）：浦和駅西口 - 県庁前 - 中浦和駅 - 田島 - 西堀 - 南元宿 - 大戸 - 六間道路 - 北浦和駅西口

浦和駅から一度中浦和駅を経由してから北浦和駅へ向かう経路であったが、2003年11月16日に廃止されて二代（現・四代）へ変更された。
- 浦11（三代）：浦和駅西口 → 市役所前 → 六間道路 → 南元宿 → 西堀 → 田島 → 中浦和駅 → 県庁前 → 浦和駅西口（西堀循環・市役所前先回り）
- 浦11（三代）：浦和駅西口 → 県庁前 → 中浦和駅 → 田島 → 西堀 → 南元宿 → 六間道路 → 市役所前 → 浦和駅西口（西堀循環・中浦和駅先回り）
- 浦11-3：浦和駅西口 → 県庁前 → 中浦和駅 → 田島 → 西堀 → 南元宿
- 浦11-4：田島 → 西堀 → 南元宿 → 六間道路 → 市役所前 → 浦和駅西口

町谷交差点での渋滞によって定時性が低下したため、2004年12月10日に循環化され、出入庫として浦11-3・11-4が新設された。10時台までが市役所前先回り、11時台 - 終車までは中浦和駅先回りだったが、2011年11月1日に循環を解消、浦11-3・11-4は廃止された。
- 浦12（二代）：浦和駅西口 - 中浦和駅 - 高畠

初代は浦和駅 - 道場で、1974年頃の廃止まで浦和担当であった。
- 浦13-2（初代）：浦和駅西口 - 常盤四丁目 - 六間道路 - 大戸 - 道場 - 大久保浄水場 - 荒川総合運動公園
- 浦桜13-2：浦和駅西口 - 常盤四丁目 - 六間道路 - 大戸 - 道場 - 桜区役所 - 大久保浄水場 - 荒川総合運動公園（日曜・祝日運行）

1992年9月16日に荒川総合運動公園へのアクセス路線として新設された。2003年6月1日に桜区役所経由となるために全便が浦桜13-2になった。2008年4月1日に廃止。
- 浦13-3：浦和駅西口 - 市役所前 - 六間道路 - 大戸 - 南元宿 - 道場 - 浦和北高校 - 大久保浄水場

1996年10月16日に新設された。浦13-2（初代）と異なり市役所を経由する。2003年6月1日、新設された浦桜13-3に代替廃止された。
- 浦桜13：浦和駅西口 - 常盤四丁目 - 六間道路 - 大戸 - 道場 - 桜区役所 - 大久保浄水場

2014年3月16日に浦桜13-3へ統合廃止された。
- 浦14（初代）：浦和駅西口 - 県庁前 - 労金会館 - 別所沼会館 - 大戸 - 二度栗山 - 北浦和駅西口
- 浦14（二代）: 浦和駅西口 - 県庁前 - 労金会館 - 別所沼会館 - 大戸 - 水道局営業所 - 六間道路 - 北浦和駅西口（平日運行）

浦和駅から公園坂上・大戸を経由して北浦和駅へ向かう大回り路線で、2003年11月16日の再編時に不採算と見なされた県営住宅 - 二度栗山経由を廃止し、旧・浦11の運行が無くなった大戸 - 六間道路 - 北浦和駅を補完する形で二代目へ経路変更された。2代目の方は、2011年3月16日のダイヤ改正で平日運行となり、同年11月1日より平日1往復まで減便、2016年4月1日のダイヤ改正で廃止。
- 浦82：浦和駅西口 - 市民会館入口 -（市役所前→）- 六間道路 - 南元宿 -（田島→）- 西浦和車庫

2000年10月16日のさいたま東営業所新設時に、浦和駅西口発着路線の大量受け入れによって出入庫路線が不足するため、新設された。西浦和車庫周辺は浦11と同様の一方通行経路で、浦和駅側でも市民会館入口 - 六間道路で往復の経路が異なっていた。2011年11月1日、浦11の循環運行解消によって役目を終えた。
- 浦101（初代）：浦和駅西口 - 北浦和駅西口 - 太田窪 - 東台 - 南浦和駅 - 浦和駅西口（浦和市内循環）
- 浦102：浦和駅西口 - 北浦和駅西口 - 太田窪 - 円正寺 - 南浦和駅 - 浦和駅西口（浦和市内循環）
- 浦102-2：北浦和駅西口 → 市役所前 → 県庁前 → 浦和駅西口

1994年10月4日に浦和市内循環として新設され、浦102-2は2001年12月3日に出庫として追加で新設された。2003年4月1日に全て運行を終了したが、「浦101」の系統番号は2009年から4年間、さいたま東営業所が期間限定で使用していた。

### 南浦和駅発着系統
- 南浦100：南浦和駅東口 - 浦和競馬場

2000年10月16日に浦和から移管された競馬場輸送路線。浦和競馬場が自家用送迎バスを導入したため運行を終えた。

### 北浦和駅発着系統
- 北浦01（初代）：北浦和駅西口 - 六間道路 - 南元宿 - 下大久保 - 大久保浄水場
- 北浦01（二代）：北浦和駅西口 - 鈴谷大かや前 - 南与野駅入口 - 南元宿 - 栄和 - 下大久保 - 大久保浄水場

1985年の埼京線南与野駅開業に伴い経路変更。運行当時は南与野駅前まで乗り入れる道路が未整備
で南与野駅入口停留所は県道165線上と駅から離れた場所に設置され利便性が低かった事、沿線の慢性的な渋滞によって定時運行が難しいため、1990年5月16日に廃止された。
- 北浦01（三代）: 北浦和駅西口 - 南与野駅北入口 - 山久保 - 埼玉大学 - 浦和北高校 - 大久保浄水場

北浦和駅西口 - 埼玉大学間は北浦03と並走する路線として復活するも、1998年7月16日に廃止された。
- 北浦02（初代）：北浦和駅西口 - 二度栗山 - 鈴谷 - 陣屋 - 神田

1998年7月16日に廃止された。
- 北浦02（二代）：北浦和駅西口 - 六間道路 - 道場 - 桜区役所

桜区役所へのアクセス路線として、2005年12月16日に午前が北浦和駅発・午後が区役所発で新設された。実際は一部の北浦80を桜区役所発着に変更しただけの出入庫路線で、運行時間の偏りから利用者が定着せず、2007年11月21日に廃止された。
- 北浦06：北浦和駅西口 - 二度栗山 - 鈴谷 - 陣屋 - 埼玉大学 - 宿 - いろは橋 - 志木市役所 - 志木駅東口（大宮営業所と共同運行）

1990年5月16日に、川越営業所志木分車庫として志07と共に最後の新設路線となった。1993年3月の西浦和移管後も運行を続けたが、1998年11月16日に与本03へ代替廃止された。
- 北浦80-2：北浦和駅西口 → 県営住宅 → 大戸三丁目 → 西堀 → 西浦和車庫

2003年11月16日に浦14（初代）が経路変更を実施した際に、補完として新設された。末期は入庫のみ運行され、2007年11月21日に廃止。同時に「県営住宅」「大戸五丁目」「大戸三丁目」停留所も廃止された。

### 白鍬地区系統
- 北浦05：北浦和駅西口 - 二度栗山 - 鈴谷 - 陣屋 - 神田 - 白鍬電建住宅 - 八王子 - 与野本町駅 - 与野駅西口

1985年10月1日の埼京線開通によって新設された。2003年11月16日の大規模再編で、白鍬地区の路線を北浦和・与野本町・さいたま新都心駅に集約するため、北浦和駅発着へ経路変更を行った新都01（二代）へ代替廃止。
- 新都01（初代）：さいたま新都心駅西口 - 北与野駅 - 円阿弥 - 白鍬電建住宅 - 神田 - 陣屋 - 与野本町駅

2000年4月1日のさいたま新都心駅開業によって新設された。新都02と共に黄色地の方向幕が用意されたが、2003年11月16日の大規模再編で与野本町側が北浦和駅発着に変更された。
- 与本01：与野本町駅 - 八王子 - 白鍬電建住宅 - 神田 - 陣屋 - 鈴谷 - 北浦和駅西口

1998年11月16日の再編で新設されたが、2003年11月16日の大規模再編で北浦05と共に新都01（二代）へ代替廃止された。
- 与本02（初代）：与野本町駅 - 陣屋 - 白鍬電建住宅

2003年11月16日に与本04へ系統番号が変更され、与本02は白鍬電建住宅発八王子回りの片道運行となった。
- 与本02（二代）：白鍬電建住宅 → 八王子 → 与野本町駅

2003年11月16日に新設された、白鍬地区から与野本町駅への片道路線。利用者が定着せず、2010年2月8日に廃止された。
- 与本03：与野本町駅 - 陣屋 - 埼玉大学 - 宿 - いろは橋 - 志木市役所 - 志木駅東口（2000年3月31日まで大宮営業所と共同運行）

1998年11月16日に北浦06の代替で新設された。青色の方向幕で埼京線快速電車との接続を意識していたが、2003年11月16日に志03（二代）へ代替廃止された。結果的に、与野本町側が与野駅西口まで延伸されたこととなった。
- 与本05-2：与野本町駅 → 八王子 → 白鍬電建住宅 → 陣屋

2003年11月16日に新設された与本05の入庫路線。2010年2月8日に廃止された。
- 与02：与野駅西口 - 与野本町駅 - 八王子 - 白鍬電建住宅

2007年11月21日に廃止された。

### 志木駅発着系統
- 志02（初代）：志木駅北口 - 水道道路入口 - 朝霞駅 - 花の木 - 秋ヶ瀬橋 -  田島 - 中浦和駅 - 別所沼公園 - 県庁前 - 浦和駅西口
  - 1993年3月16日 : 志木駅北口 - 新開入口間に短縮
  - 1997年4月16日 : 起終点を新開入口から西浦和車庫に変更（延伸）
  - 2003年11月16日 : 志木駅 - 朝霞駅間は志11（現:朝11）に統合され廃止
- 志03（初代）：志木立教学院 - いろは橋 - 秋ヶ瀬橋 - 田島 - 中浦和駅 - 浦和駅西口
- 志03（二代）：志木駅東口 - 志木市役所 - いろは橋 - 宿 - 埼玉大学 - 与野本町駅 - 与野駅西口

2007年11月21日の志03-3新設によって与野駅発1便を残し、大幅に減便された。2010年4月1日に廃止され、国際興業バスから与野駅西口発着路線が全て消滅した。
- 志03-2：志木駅東口 - 志木市役所 - いろは橋 - 宿 - 埼玉大学

2004年12月10日に埼玉大学の登下校時間帯に合わせて新設、志03が減便された。2010年2月8日より埼玉大学発1便まで減便され、2011年3月16日に廃止された。
- 志04：志木駅東口 - 志木市民会館 - 志木消防署 - 志木の杜 - 中野下住宅 - 志木市武道館 - 柳瀬川駅
- 志04-2 : 志木駅東口 - 志木市民会館 - 志木消防署 - 志木市役所 - 志木の杜 - 中野下住宅 - 志木市武道館 - 柳瀬川駅 （平日の日中のみ運行）

1972年に開業して以来、中野下引返場線として1時間に概ね1 - 2本程度の運行を維持してきたが、2003年11月16日の改正で大幅に減便、1日1往復となった。この減便については沿線に対して十分に周知が行われなかったためか沿線住民から不満が続出し、志木市議会議員に取り上げられるまでになった。そのため、2004年2月1日の改正で志01-2・01-3・05-3を振り替える形で5往復程度まで増便された。2011年3月16日の改正で、市場坂上経由から志木市民会館経由に経路変更し、さらに日本ワイスレダリーの製薬工場跡地を開発した「志木の杜」回りに経路変更の上で柳瀬川駅まで延伸した。
柳瀬川駅延伸当時は、平日の日中時間帯は、志04-2として志木市役所の正面玄関前に遠回りし停車していた（志木消防署⇔志木市役所前⇔柏町一丁目）。2013年1月16日より区間便となる志04-3が新設された。中野下付近が狭隘路であるが、引返場線時代は大型車が使用されていた。しかし、延伸区間の第二福祉センター前 - 志木市武道館前間がさらに狭隘路であるため、日野・リエッセなどの小型車で運行されている（志04-3のみ大型車で運行）。志木市役所建て替え工事により2020年1月6日付で志04-2系統が志04に統合された が、建て替え工事終了により、2022年7月19日より路線復活。
先述の通り、車両運用上の問題および運転手不足を理由に2024年3月末をもって志04および志04-2の運行を終了した。運行回数の調整として従来の区間便である志04-3（志木駅東口〜志木の杜）の運行を拡大し、志04・志04-2から振り替えている。
- 志06：志木駅東口 - 志木市役所 - いろは橋 - 宿 - 立教グランド

2010年4月1日の立教グランド折返場廃止によって路線も廃止されたが、立教グランドへは後にふじ10系統によって運行されていた時期が存在した。
- 志07（初代）：志木駅北口 - 水道道路入口 - 膝折坂下 - 朝霞高校
- 志07（二代）：志木駅北口 - 下宗岡循環

二代目は1997年4月16日に北朝01へ代替廃止された。
- 志08：志木駅南口 - 志木立教学院
- 志09：志木駅南口 -（直通）- 凸版印刷
- 志09-2：志木駅南口 - 東一丁目 - 第二中学校 - 凸版印刷

西武バス新座営業所と共同運行。終点の凸版印刷は「TOPPANホールディングス朝霞工場」で志09は志木分車庫が設置される以前から運行されてきた。後年、運行経路が志木街道経由から新座中央通り経由に変更、西武バスひばり73・志34の志木駅から第二中学校までの間の停留所に止まる志09-2が設定後、2005年5月16日の改正で、夕方の志木駅発が全て志09-2となったのち、2010年9月16日に直通便が廃止される。運行末期は平日朝夕のみ運行。2023年11月1日に国際興業担当便のみ廃止された。西武バスは継続。
- 志10：志木駅南口 - 水道道路入口 - 大木伸銅（平日運行）

当初は不定期運行であったが、2003年11月16日に平日運行へ改められた。2011年3月16日の志木地区再編によって廃止された。
- 志80（初代）：志木駅北口 - 昭和新道 - 市場坂上

1993年3月まで存在した志木分車庫への出入庫系統で、現在は宗岡小学校発着路線で系統番号が使用されている。

### 朝霞駅発着系統
- 朝12：朝霞駅南口 - 朝霞市役所 - 桜ヶ丘 - 末無川 - 島の上 - 朝霞県税事務所 - 朝霞台駅

朝霞台駅への乗り入れが開始されたのは1976年で、当時練馬営業所が運行していた「下赤塚 - 志木線」の終点を朝霞台駅に切り替えたことによるもの。1976年の改正で西武バスとの路線調整によって、朝霞台駅周辺は西武が担当することとなったため、国際興業は下赤塚 - 朝霞台線を最小限度の本数で運行するに留まっていた。その後、起点が練馬車庫・成増駅入口に変更されたが、成増側の乗客が著しく少ないことや、営業所から離れ過ぎていることから1998年の改正で廃止され、代替として朝43（朝霞台駅 - 朝霞駅 - 湯～ぐうじょう）が新設された。さらに2003年11月16日の改正で、周辺各線と同様に朝霞駅で分断されて主体が朝12、2011年3月のダイヤ改正で平日早朝1往復のみ運行されることとなった。先述の通り、2020年3月31日に埼玉県生活交通確保対策地域協議会に翌年3月までに当路線の廃止届が提出され、予定通り2021年3月16日の改正をもって廃止された。
- 朝50-2：朝霞駅東口 → 積水化学 → 湯～ぐうじょう → 西浦和車庫
- 朝50-3：新開入口 → 湯～ぐうじょう → 積水化学 → 朝霞駅東口

2003年11月16日の朝霞地区大再編によって、朝52-3を朝霞駅東口止まりへ変更して新設したが、2010年2月8日に廃止された。
- 朝51：湯～ぐうじょう → 積水化学 → 朝霞駅南口 → 末無川 → 志木駅東口
- 朝51-2：志木駅東口 → 末無川 → 朝霞駅南口 → 積水化学 → 湯～ぐうじょう → 西浦和車庫
- 朝52：湯～ぐうじょう → 積水化学 → 朝霞駅南口 → 末無川 → 朝霞台駅
- 朝52-2：朝霞台駅 → 末無川 → 朝霞駅南口 → 積水化学 → 湯～ぐうじょう → 西浦和車庫
- 朝52-3：新開入口 → 湯～ぐうじょう → 積水化学 → 朝霞駅南口 → 末無川 → 朝霞台駅

2003年11月16日に、上から順に志11・志02・朝43・朝43-2・朝43-3からそれぞれ系統番号を変更された。2008年4月1日の朝霞地区再編で路線が朝霞駅南口で分断されたため、全て廃止された。
- 増15（二代）：成増駅入口 - 和光市駅入口 - 末無川 - 朝霞駅南口

西浦和営業所管内で唯一、東京都内に乗り入れた路線。2003年11月16日の大規模再編で練馬営業所が朝霞地区から撤退した際に、成増 - 朝霞地区の路線維持のために平日のみ1往復が設定されたが、2009年4月1日に廃止された。

### ららぽーと富士見線
- ふじ05：ふじみ野駅東口 - 駒林 - ららぽーと富士見（東武バスウエスト新座営業事務所と共同運行）
- ふじ10：ふじみ野駅東口 - 駒林 - ららぽーと富士見 - 立教グランド - 宿 - 宗岡蓮田 - 下大久保 - 埼玉大学 - 山久保 - 鈴谷札の辻 - 南与野駅西口

ららぽーと富士見のオープンに伴い、2015年4月1日に新設。この路線の開設により、国際興業バスはふじみ野市内へ初進出、また富士見市内へは志06（立教グランド線）の廃止以来5年ぶりの乗り入れ再開となった。また、宿 - 立教グランド間は実質、路線復活となった。2020年10月1日の改正をもって廃止され、ふじ05は東武バスの単独運行となった。

## 車両

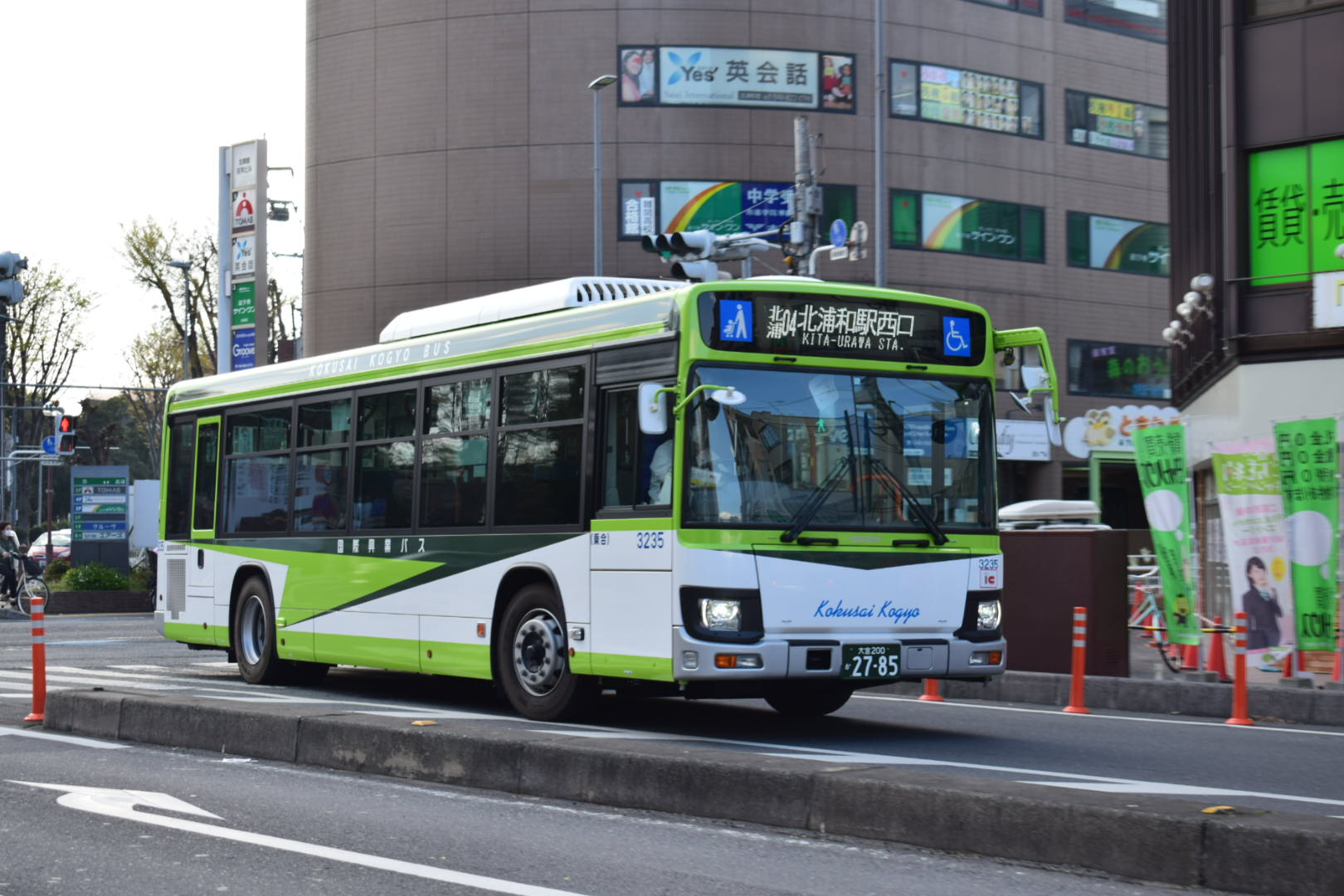
白色LED表示の国際興業バス西浦和営業所所属3235号車

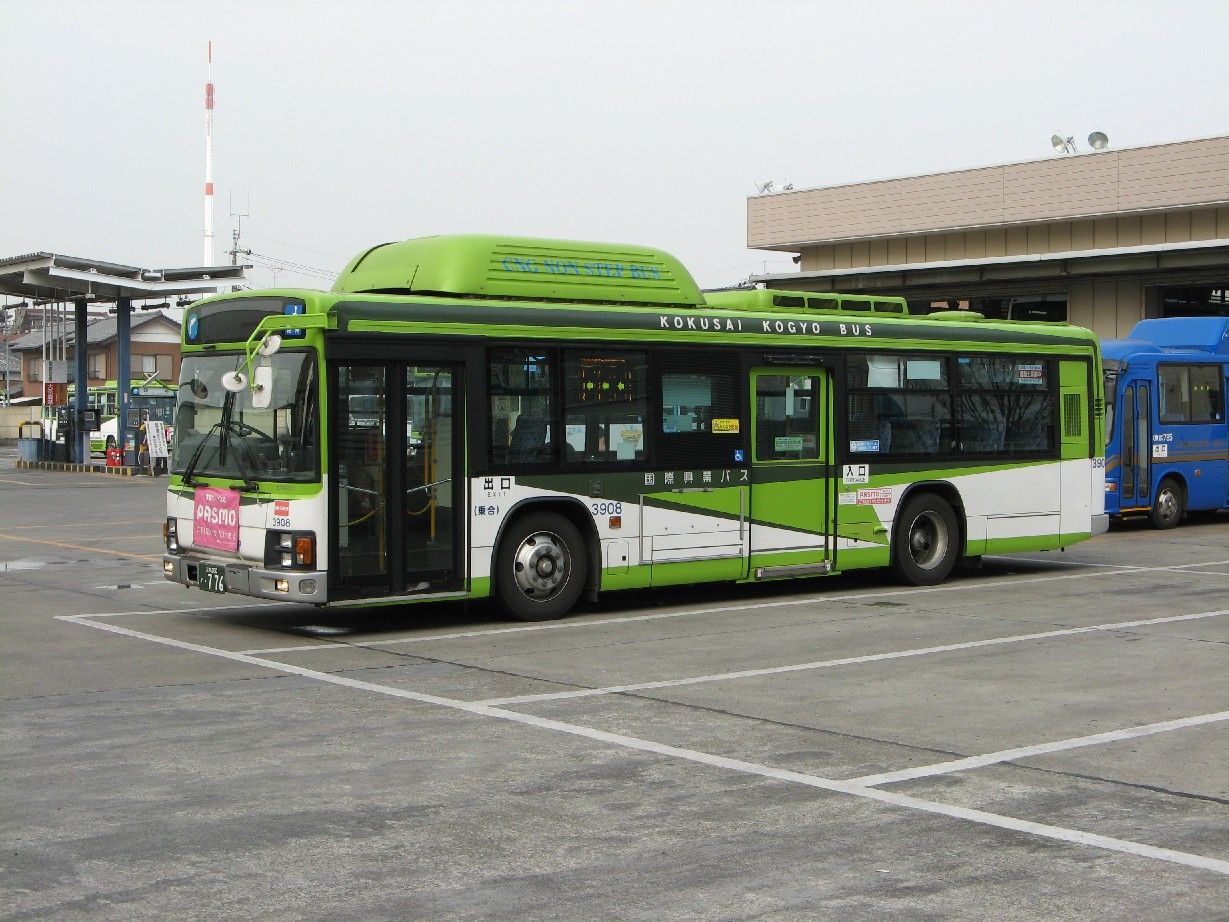
西浦和営業所所属していたCNGノンステップバス (3908)。現在は全車引退済み。

他の営業所同様に一般路線用がいすゞ自動車製だが、コミュニティバス専用の小型車は日野自動車製である。
開設時には、志木分車庫と観光川口営業所の現役車両が集約され、移転に伴い志木分車庫の車両は西浦和営業所の開設数日前より志木市管轄の所沢ナンバーから浦和市（当時）管轄の大宮ナンバーへと変更された（1982年2月1日に所沢ナンバーが設けられた以前に志木分車庫に配置された車両は大宮ナンバーであったため変更なし。ただし現在は、志木分車庫に所属していた車両は全車除籍済み）。
また、志木分車庫時代から川越分車庫閉鎖時まで、川越・志木両地区の系統が収められた共用方向幕を装着していた。
CNGノンステップバスが配置されていたが、特に3901号車（いすゞ・キュービック、KC-LV832L改、新製配置は浦和営業所）は、民営事業者初のCNGノンステップバスであった。補助金の関係から、北浦03や浦桜13-3などで優先的に使用されていたが、末期には補助金による縛りが解けたためか、志01などの荒川を渡橋する系統や、大型マンション・サクラディアの特送などにも使用されていた。国際興業除籍後は山梨交通に移籍したが、2015年頃に引退した。近年は白色LED車両の導入が進んでおり、ほかの中尺車等と同じ運用に入っている。

## 川越営業所（→西浦和営業所川越分車庫）
帝産オートの営業所を譲受されて1960年（昭和35年）開設。川越市神明町に位置していた国際興業の営業所で、傘下に志木分車庫を置いていた。観光川越営業所を併設しており、国際興業唯一の所沢ナンバー観光車が在籍していた。当時の所属台数は乗合10台・観光11台。営業所敷地は東武バス川越営業所（現・東武バスウエスト川越営業事務所）と道路を挟んではす向かいにあり、最寄り停留所名や方向幕では「神明町車庫」と表示、車内放送や運賃表示器の次停留所案内では「川越神明町車庫」で案内されていた。川越駅西口と高萩駅をターミナルとして、国鉄（当時）川越線沿いの川越市西部 - 日高市を主な営業エリアとしていた。最盛期の1950年代半ばから1960年代後半頃には、当時非電化かつ列車本数の少ない国鉄の足代わりとして、飯能営業所と共同運行で飯能駅 - 高麗駅 - 高麗川駅 - 高萩駅 - 笠幡駅 - 西川越駅 - 本川越駅 - 川越駅線などの長距離路線などが活躍していたが、川越地区の国際興業は東武・西武に押されて路線密度・運転本数とも低調だった。
さらに、
1. 川越市街地の道路混雑や踏切による渋滞
2. 埼京線の開業と川越線の直流電化・運行列車増発
3. 1993年3月16日の西浦和営業所開設による川越営業所志木分車庫の機能を移転

などによって、西浦和営業所開設と同時に同所の川越分車庫に降格された（乗合のみ。観光は従来通り営業所格）。
分車庫となる以前から、傘下の志木地区の路線が活発だったこともあって立場が逆転していき、西武バスへの路線移管を経て、1995年1月に観光川越営業所と共に完全閉鎖された。この川越分車庫の閉鎖をもって、国際興業から営業所傘下の「分車庫」が消滅した。
川越営業所閉鎖に伴い、路線車は1台のみ在籍していたいすゞ・CLM470は除籍となったが、他の車両はキュービックは戸田・鳩ヶ谷・飯能営業所に、1台のみ在籍していたジャーニーK（P-LR312J）と観光車は当営業所へそれぞれ転属した（ただし、現在は川越営業所及び川越分車庫に所属していた車両は全車除籍済み）。
他社の出張所及び分車庫等では、ナンバープレートの違うエリアであっても本所の管轄エリアのナンバープレートで登録されるケースが多いが、これらの車両は西浦和営業所傘下に収まっても大宮ナンバーに変更されず、所沢ナンバーのまま閉所まで運行されていた。また、営業所格時代から川越分車庫閉鎖時まで、川越・志木両地区の系統が収められた共用方向幕を装着していた。
なお、従業員の大半は当営業所へ異動したものの、一部は飯能へ異動した。また閉鎖を機に退職した従業員もいたが、その中には東武バス川越営業事務所へ移籍した者もいた。
西武バスへ移管された路線のうち、川越駅発は路線短縮・減便による縮小傾向の一方で、新規路線開拓によってかすみ野（旧・霞ヶ関団地）方面の路線が川越市西部地区での経路変更・ダイヤ改正を実施、新経路として沿線にある尚美学園大学への利用手段や、大学近くにあるハローワークへの利用手段の目的強化を行うなど、新たな利用客獲得に成功している。
国際興業から西武バスへ移管された高萩駅・高麗川駅周辺の路線は、2006年4月1日に西武バス飯能営業所からイーグルバスへ再移管されたが、2017年4月1日を以って高萩駅 - ひだか団地間が廃止となり、この区間からバス路線が消滅した。
2013年現在、川越分車庫の跡地は、AOKI川越神明町店となっている。

### 担当路線
1994年5月1日（当時）の西浦和営業所川越分車庫の担当路線は以下の通り。停留所名は運行当時のものでる。
- 川越31：神明町車庫 - 本川越駅 - 川越駅西口 - 三光町 - 高萩駅
- 川越32：神明町車庫 - 本川越駅 - 川越駅西口 - 野田町 - 高萩駅 - 高麗川団地第一折返場
- 川越33：川越駅西口 - 三光町 - 霞ヶ関団地
- 川越36：神明町車庫 - 本川越駅 - 川越駅西口 - 三光町 - 霞ヶ関団地
- 川越100：川越駅西口 - 本川越駅 - 川越水上公園（開園期間中のみ運行）

※川越100系統は他営業所の車両の方向幕にも収録されており、繁忙期には他営業所からの応援車両が充当されたこともあった。
- 高萩01：高萩駅 - ひだか団地
- 高萩02：高萩駅 - 高麗川団地第一折返場
- 高萩03：ひだか団地 - 高萩駅 - 高麗川団地第一折返場

### 廃止路線（川越営業所管内）
- 川越34：神明町車庫 - 本川越駅 - 川越駅西口 - 三光町 - 高萩駅 - 高麗川団地第一折返場
- 川越35：神明町車庫 - 本川越駅 - 川越駅西口 - 三光町 - 高萩駅 - 高麗川団地第一折返場 - 高麗川駅
- 川越80：神明町車庫 - 本川越駅 - 川越駅西口
- 高麗03：高麗川駅 - 高麗川団地第二折返場